# Atlantis Press
Atlantis Press was een uitgever, in Parijs en Amsterdam opgericht in 2006, gespecialiseerd in wetenschappelijke tijdschriften, boeken en proceedings. Als een van de eerste geheel Open Access uitgevers heeft Atlantis Press zich ontwikkeld tot een van de grotere OA proceedings uitgevers.
In maart 2021 is Atlantis Press overgenomen door Springer-Nature.